# Muniz M-9
Muniz M-9 là một loại máy bay huấn luyện hai tầng cánh của Brazil.

## Quốc gia sử dụng
Argentina
- Không quân Argentina

 Brasil
- Không quân Brazil

 Paraguay
- Paraguayan Air Force

## Tính năng kỹ chiến thuật (M-9)
Đặc điểm tổng quát
- Kíp lái: 2
- Chiều dài: 7.54 m (24 ft 9 in)
- Sải cánh: 9.00 m (29 ft 6 in)
- Chiều cao: 3.10 m (10 ft 2 in)
- Diện tích cánh: 20.6 m2 (222 ft2)
- Trọng lượng rỗng: 756 kg (1667 lb)
- Trọng lượng có tải: 1076 kg (2372 lb)
- Powerplant: 1 × de Havilland Gipsy Six, 149 kW (200 hp)

Hiệu suất bay
- Vận tốc cực đại: 225 km/h (140 mph)
- Trần bay: 5800 m (19000 ft)